# Pagnona
Pagnona är en ort och kommun i provinsen Lecco i regionen Lombardiet i Italien. Kommunen hade 351 invånare (2018).